# Омский полумарафон-гандикап
Омский полумарафон-гандикап — полумарафон в Омске, занимает первое место среди полумарафонов России по количеству финишировавших участников.
Первый омский полумарафон состоялся в сентябре 1996 года. В последующие годы дата проведения забега была перенесена на май, что вошло в традицию. Начиная с 1998 года на омском полумарафоне впервые в России была введена система старта «гандикап» (на основе возрастных групп).

## Гандикап
Это спортивное соревнование разных по классу участников с предварительным уравниванием шансов на победу, предоставлением форы,
старт с временным интервалом участников в зависимости от их возраста. Первыми на дистанцию уходят ветераны, и чем моложе спортсмен, тем позже он покидает стартовый городок. Таким образом, шансы на победу уравниваются. У возрастных спортсменов появляется возможность занять призовые места. Например, показанное Павлом Теплых в 2012 г. рекордное время трассы не позволило бегуну попасть в тройку призёров.
Используется электронная система регистрации результатов спортсменов «MyLaps».

## Официальные соревнования
Соревнование проводится ежегодно, дата проведения — третье воскресенье мая. Дистанция: 21,1 км. Участники: любители бега в возрасте 14 лет и старше. Старт участникам соревнований на дистанции 21,1 км даётся с гандикапом по возрастным группам.
Места в абсолютном зачёте среди мужчин и среди женщин определяются в соответствии с порядком прихода участников на финиш, без учёта разницы во времени старта. Последние три года победителем среди мужчин становился Сергей Поликарпов (Казахстан).

## «Свободный финиш»
Трасса полумарафона кольцевая. Круг — 7 км. Участнику предоставляется право финишировать, преодолев на выбор: на 7 км, 14 км или 21,1 км. Таким образом, принять решение о выборе преодолеваемой дистанции он может даже после старта. Это может зависеть от уровня подготовки.
На дистанциях 7 км и 14 км не только фиксируется результат спортсмена, после подведения общих итогов по «чистому времени» (с учётом временного гандикапа) он может претендовать на призовое место на своей дистанции.
Ежегодно участвует около 800 любителей бега.
В 2012 г. в рамках XVII Омского полумарафона-гандикапа состоялся Чемпионат России по полумарафону, участники которого стартовали примерно на 1,5 часа раньше.

## География участников
10 стран мира
1. Азербайджан
2. Армения
3. Дания
4. Казахстан
5. Кыргызстан
6. Китай
7. Молдова
8. Россия
9. Франция
10. Япония

35 субъектов Российской федерации
1. Алтайский край
2. Амурская область
3. Башкортостан
4. Бурятия
5. Владимирская область
6. Забайкальский край
7. Иркутская область
8. Калужская область
9. Кемеровская область
10. Красноярский край
11. Курганская область
12. Ленинградская область
13. Магаданская область
14. Москва
15. Московская область
16. Мурманская область
17. Новосибирская область
18. Омская область
19. Оренбургская область
20. Пермский край
21. Приморский край
22. Республика Алтай
23. Самарская область
24. Санкт-Петербург
25. Свердловская область
26. Ставропольский край
27. Татарстан
28. Томская область
29. Тульская область
30. Тюменская область
31. Удмуртия
32. Ханты-Мансийский автономный округ — Югра
33. Челябинская область
34. Чукотский автономный округ
35. Ямало-Ненецкий автономный округ